# Медицински университет – София
Вижте пояснителната страница за други значения на Медицински университет.
Медицински университет – София е най-старото училище за висше медицинско образование в България с филиал във Враца.
Университетът е акредитиран от НАОА за 6-годишен срок на 19 декември 2019 г. с оценка 9,56 и е с най-добра традиция в грантовото финансиране на научни изследвания. В него се обучават над 10 800 студенти, от които 3100 чужденци, 390 докторанти, 2237 специализанти и 23 клинични ординатори.

## История
Медицински университет – София води началото на историята си от основаването на Медицинския факултет (МФ) в състава на Софийски университет „Св. Климент Охридски“ (СУ) през 1917 г.

### Хронология
- 10.11.1917 г. – Народното събрание приема закон за създаване на Медицински факултет към СУ (влязъл в сила на 22.11.1917 г. с постановление на № 21 на цар Фердинанд I).
- 10.04.1918 г. – професор Г. Шишков прочита първата лекция в МФ на СУ.
- 1925 г. – д-р Змияров и д-р Попхристов започват издаването на списание Premedicus – едно от първите списания за студенти по медицина.
- 26.01.1950 г. – с указ № 246 на Президиума на Народното събрание МФ към СУ се отделя и се обособява като самостоятелно висше училище с името Медицинска академия (МА).
- 1954 г. – МА в София се преименува на Висш медицински институт (ВМИ).
- 30.04.1972 г. – ВМИ – София е включен в състава на новата обединена Медицинска академия със седалище в София, обхващаща всички висши медицински институти в страната – София, Пловдив, Варна, а по-късно Плевен и Стара Загора.
- 1990 г. – МА в България се закрива, а висшите медицински институти отново стават самостоятелни.
- 1995 г. – ВМИ – София се преименува на Медицински университет – София.

### Ректори[1]
- проф. Марко Марков (1950 – 1953)
- проф. Петър Попхристов (1953 – 1955)
- проф. Стефан Димитров (1955 – 1956)
- проф. Алекси Пухлев (1956 – 1958)
- проф. Христо Христозов (1958 – 1962)
- проф. Радан Раданов (1962 – 1965)
- чл.-кор. Георги Гълъбов (1965 – 1970)
- проф. Николай Попов (1970 – 1972)
- проф. Атанас Малеев (1972 – 1988)
- проф. Асен Жабленски (1988 – 1990)
- проф. Васил Василев (1990 – 1991)
- проф. Димитър Джеров (1991 – 1999)
- проф. Владимир Овчаров (1999 – 2008)
- проф. Ваньо Митев (2008 – 2015)
- проф. Вихра Миланова (2016 – 2016)
- проф. Виктор Златков (2016 – 2020)
- акад. проф. Лъчезар Трайков (2020 – 2024)
- проф. Бойчо Ланджов (от 2024 г.)

## Университетски символи

### Академичен знак
Академичният знак на МУ – София включва централната арка вход на „Александровска болница“ (най-старата клинична база на университета), под нея е изписана годината на основаване 1917 г. и съчетание на змия с тояга, изразяваща връзката на лекуващия с природата, както и силата на самата природа.

### Знаме
Знамето на МУ – София е пурпурновиолетово. От едната му страна е извезано със сърма академияния знак, ограден с надпис „МЕДИЦИНСКИ УНИВЕРСИТЕТ – СОФИЯ“, а от другата страна – названието на университета на латински език UNIVESITAS MEDICINAE SERDICENSIS. Съгласно цветовата символика пурпурновиолетовият цвят е израз на достойнство, справедливост и въздържание.

### Символи на ректорското достойнство

#### Ректорски жезъл
Ректорският жезъл е изработен от скулпторът Любомир Добрев и се състои от следните елементи:
- Тоягата на Асклепий, върху която са разположени всички елементи – символ на власт, авторитет, достойнство.
- На върха е поставен академичният знак на МУ – София. На арката е изписано латинското наименование на университета – Universitas Medicinae Serdicensis. Малкият кръст, символ на милосърдието, увенчава арката. Четирите пръстена символизират силата, властта и единението на четирите основни факултета.
- Глава на бик – пазител на входа на арката. Той е соларна сила, която символизира мощта и силата на природата. Олицетворява достойнството на ректорския сан.
- Слънчеви лъчи – изобразяват върховна космическа сила и символизират целостта на вселената, елемент на която е човешкото същество.
- Лента, на която е изписано на латински език ERUDIENDO, SCIEDNO, CURANDO („ОБУЧАВАМ, ИЗСЛЕДВАМ, ЛЕКУВАМ“) – символ на слава, победа, посвещаване.

На тържествени церемонии жезълът се носи пред ректора от специално избрано от него лице, наречено „жезълоносец“. Това лице следва да бъде изявен асистент, а изборът е израз на висока оценка. Жезълоносецът е облечен в черна мантия.

#### Ректорска тога
Автор на дизайна на тогата е художничката Венера Наследникова, специалист по история на костюма. До 2003 година тогата е черна с бяла яка и маншети, а след това се променя цвета на ректорската тога на пурпурновиолетов, за да бъде в съзвучие с цвета на университетското знаме.

#### Ректорска огърлица
Ректорската огърлица е въведена и утвърдена в академичния церемониал като особен белег на ректорското достойнство и престиж. В композиционно отношение тя синтезира облика на Медицински университет – София, включвайки академичните знаци на четирите основни звена – Медицински факултет, Факултет по дентална медицина, Фармацевтичен факултет и Факултет по обществено здраве „Проф. д-р Цекомир Воденичаров, дмн“, съчетани с академичния знак на университета. Присъствието на арката на най-старата клинична база на българското медицинско училище подчертава традицията и приемствеността в медицинското образование.

## Награди и почетни знаци

### Почетни знаци

#### Академичен знак – I степен
Връчва се от ректора на МУ – София по предложение на Академичния съвет на специална церемония.
Носители на отличието са видни български и чужди учени и преподаватели с международна известност, допринесли за развитието на българското медицинско, дентално и фармацевтично образование, наука и практика.

#### Aesculapius – I степен
Връчва се от ректора на МУ – София по предложение на Академичния съвет на специална церемония.
Носители на отличието са видни български и чужди учени и преподаватели с международна известност, допринесли за развитието на българското медицинско, дентално и фармацевтично образование, наука и практика.

#### Signum laudis на лента – II степен
Връчва се от Ректора на МУ – София по предложение на Академичния съвет или Ректорския съвет по повод 24 май, 7 април, 1 ноември, Празника на МУ – София, празнуване на институционални и лични годишнини.
Носители на отличието са научно-преподавателски кадри с особени заслуги за функционирането и развитието на МУ – София.

#### Signum laudis на кожен плакет – III степен
Връчва се от Ректора на МУ – София по повод празника на университета, празнуване на институционални и лични годишнини, посещения на български и чуждестранни гости.
Носители на отличието са български и чуждестранни специалисти, с принос и активна дейност в организацията и реализацията на образователната, научно-изследователската и експертната дейности в МУ – София.

### Наградни знаци

#### Panacea – златна и сребърна
Награда PANACEA се присъжда с цел удостояване с публично признание заслугите на изтъкнати преподаватели, учени от МУ – София за техния висок професионализъм и доказан принос в организирането и осъществяването на преподавателската (обучение на студенти, докторанти, специализанти), научно-изследователската, и експертна дейности. С наградата се цели стимулиране развитието на медицинското образование и наука. 
Връчва се от Ректора на МУ – София по решение на Академичния съвет по повод Патронния празник на МУ – София.

#### Signum laudis pro scientiae meritis
Присъжда се с цел стимулиране научно-изследователската дейност и развитие на научните кадри по повод Деня на будителите 1 ноември за най-успешна научна разработка в областта на медицината (медико-биологично, медико-клинично и медико-социално научни направления), денталната медицина, фармацията, финансирана на конкурсен принцип със средства от бюджета на МУ – София.
Връчва се от Ректора на МУ-София по решение на Академичния съвет след предложение на Съвета по медицинска наука на специална церемония. Номинирани за отличието са изследователски екипи, разработили научни проекти, резултатите от които са оценени с отлична оценка в предшестващата конкурсна сесия на университета.

#### Златен Хипократ
Присъжда се с цел да укрепва и поддържа любовта към медицинската професия, да се развиват непреходните морални ценности и качества на съвременния медик, да се внушава чувството на принадлежност към хилядолетната история на човечеството и световната научна съкровищница, да се обогатява професионалната мотивация на лекаря и стоматолога, да се преодолява дехуманизацията в медицината и здравеопазването. 
Връчва се от Ректора на МУ – София по решение на Академичния съвет на промоция на магистрите по медицина и дентална медицина. Носители на отличието са абсолвенти от МУ – София – медици и дентални медици, получили общ успех Отличен (6.00) от цялото обучение и държавните изпити, активно участвали в студентски научни кръжоци, регистрирали първи научни прояви (минимум две публикации и две участия в научни сесии, конференции, симпозиуми и конгреси).

#### Златен Гален
Присъжда се с цел поощряване овладяването на фармацевтичното познание, като израз на хуманност и отговорност. 
Връчва се от Ректора на МУ – София по решение на Академичния съвет на промоция на магистрите по фармация. Носители на отличието са абсолвенти от специалност фрмация от МУ – София, получили общ успех Отличен (6.00) от цялото обучение и държавните изпити, активно участвали в студентски научни кръжоци, регистрирали първи научни прояви (минимум две публикации и две участия в научни сесии, конференции, симпозиуми и конгреси).

## Структура
Медицински университет – София е комплексна структура, включваща 4 факултета, департамент, колеж и филиал във Враца, както и 14 университетски болници и други звена в София. Учебно-лечебната му структура се състои от 2 основни части – Предклинична база и Клинична база. В тях работят над 1500 преподаватели и научни сътрудници.

### Факултети

#### Медицински факултет
Медицинският факултет е първият и най-големият факултет на Медицинския университет в София. Основан е като факултет на Софийския университет през 1917 г. Негов пръв декан е проф. Стефан Петков.

#### Факултет по дентална медицина
През 1921 г. на заседание при министъра на народното просвещение се взема решение зъболекарското образование да се получава в Медицинския факултет, в катедра по одонтология. Това решение се реализира 20 години по-късно с указ №32 на цар Борис III за промяна на Закона за народното просвещение. Така към Медицинския факултет на СУ през учебната 1941 – 1942 година и се създава Зъболекарски отдел с три нови катедри към Медицински факултет. Пръв ръководител на отдела е немският възпитаник проф. д-р Славчо Давидов. През 1951 г. Стоматологичният отдел прераства в самостоятелен Стоматологичен факултет, който през 2007 г. се преименува на Факултет по дентална медицина.

#### Фармацевтичен факултет
През 1942 г. е взето решение за създаване на Фармацевтичен отдел към Физико-математическия факултет на Софийския университет. С Указ 676/30.06.1950 г. Президиумът на Народното събрание постановява Фармацевтичният отдел да се обособи като самостоятелен факултет на създадената през същата година Медицинска академия. Първи декан на Фармацевтичния факултет е проф. Димитър Далев.

#### Факултет по обществено здраве „Проф. д-р Цекомир Воденичаров, дмн“
Факултетът по обществено здраве е създаден през 2001 г. Наследник е на Факултета по сестринско дело към Медицински университет – София. Създател и първи декан на ФОЗ е проф. д-р Цекомир Воденичаров. ФОЗ е разположен на ІV етаж в сградата на УМБАЛ „Царица Йоанна – ИСУЛ“.

### Медицински колеж „Йорданка Филаретова“, София
През 1879 г. е открито първото гражданско фелдшерско училище в София, чийто наследник се счита Медицинският колеж. От 1881 г. негов пръв директор е д-р Димитър Калевич.

### Университетски болници[2]
- УМБАЛ „Свети Иван Рилски“
- УМБАЛ „Света Анна“
- УМБАЛ „Царица Йоанна – ИСУЛ“
- УСБАЛ по ортопедия „Проф. Бойчо Бойчев“ – Горна баня
- УСБАЛЕ „Акад. Иван Пенчев”
- УСБАЛАГ „Майчин дом“
- СБАЛДБ „Проф. д-р Иван Митев“
- УМБАЛ „Света Екатерина“
- УМБАЛ „Александровска“
- УСБАЛНП „Свети Наум“
- МБАЛББ „Света София“
- СБАЛИПБ „Проф. Ив. Киров“
- УМБАЛСМ „Н. И. Пирогов“

### Университетски библиотеки
- Централна медицинска библиотека
- Библиотека на Факултета по дентална медицина
- Библиотека на Факултета по фармация

## Специалности

### Медицински факултет
- Медицина

### Факултет по дентална медицина
- Дентална медицина

### Факултет по фармация
- Фармация

### Факултет по обществено здраве „Проф. д-р Цекомир Воденичаров, дмн“
- Акушерка
- Медицинска сестра
- Лекарски асистент
- Кинезитерапия
- Управление на здравните грижи
- Обществено здраве и здравен мениджмънт
- Управление на клинични изпитвания
- Стратегически мениджмънт на фармацевтичната дейност
- Трудова медицина и работоспособност

### Медицински колеж „Йорданка Филаретова“
- Зъботехника
- Инспектор по обществено здраве
- Масажист
- Медицински козметик
- Медицински лаборант
- Помощник-фармацевт
- Рентгенов лаборант
- Рехабилитатор

### Филиал „Проф. д-р Иван Митев“, Враца
- Акушерка
- Медицинска сестра
- Лекарски асистент